# Zingiber molle
Zingiber molle là một loài thực vật có hoa trong họ Gừng. Loài này được Henry Nicholas Ridley miêu tả khoa học đầu tiên năm 1909 dưới danh pháp Zingiber mollis. Tuy nhiên, do Zingiber là danh từ giống trung nên danh pháp đúng quy tắc chính tả là Zingiber molle.
Năm 1915, Adolph Daniel Edward Elmer mô tả loài Zingiber sylvaticum với đặc điểm chùm quả mọc trên cuống từ thân rễ (nghĩa là cụm hoa mọc từ thân rễ, tương tự var. β của Ridley), nhưng hiện nay nó được coi là đồng nghĩa của Z. molle.

## Mẫu định danh
Mẫu định danh bao gồm:
- Anon 4886; thu thập tại Baguio, tỉnh Benguet, đảo Luzon, Philippines. Mẫu này là syntype.
- Curran H.M. 4914; thu thập tại Baguio, tỉnh Benguet, đảo Luzon, Philippines. Mẫu này cũng là syntype.
- Elmer A.D.E 9843; thu thập tháng 6 năm 1908, tọa độ 9°18′0″B 123°18′0″Đ / 9,3°B 123,3°Đ, dãy núi Cuernos, Dumaguete, tỉnh Negros Oriental, đảo Negros, Philippines. Mẫu syntype lưu giữ tại Vườn Thực vật Hoàng gia tại Edinburgh (E).
- Elmer A.D.E 9843; thu thập tháng 4 năm 1908, tọa độ 9°18′0″B 123°18′0″Đ / 9,3°B 123,3°Đ, dãy núi Cuernos, Dumaguete, tỉnh Negros Oriental, đảo Negros, Philippines. Mẫu này là syntype của Z. molle đồng thời cũng là isotype của Z. sylvaticum. Mẫu lưu giữ tại Nhà kính trồng cây và Vườn Thực vật thành phố Genève (G).
- Foxworthy F.W. 1985; thu thập ở cao độ 1.330 m, tọa độ 15°4′0″B 120°40′0″Đ / 15,06667°B 120,66667°Đ, núi Abu, tỉnh Pampanga, đảo Luzon, Philippines. Mẫu này là syntype.
- Merrill E.D. 4843; thu thập tháng 11 năm 1905 ở núi Tonglon, tỉnh Benguet, đảo Luzon, Philippines. Mẫu syntype lưu giữ tại Vườn Thực vật Singapore (SING).

Ngoài ra, Ridley còn đề cập tới các mẫu Elmer 8133 thu thập tại núi Banajao (núi Banahaw), tỉnh Tayabas (nay thuộc tỉnh Quezon), đảo Luzon và mẫu Foxworthy s.n. thu thập tại núi Abu, tỉnh Pampanga khi mô tả var. β của Z. mollis.

## Phân bố
Loài bản địa Philippines, được tìm thấy trên các đảo Luzon và Negros. Môi trường sống là rừng trên các dốc núi, ở cao độ 700-1.400 m, nơi ẩm ướt có nhiều bóng râm.

## Mô tả
Thân lá từ đơn độc tới một vài trên mỗi thân rễ, thanh mảnh, yếu, uốn ngược mạnh hoặc gần như phủ phục và tỏa rộng, dài 60–200 cm, nhẵn nhụi, mềm, thon búp măng, màu xanh lục, nửa gần đáy có lá bắc; thân rễ ngắn. Lá sắp xếp so le, mềm, dạng màng, phẳng, hình mác hẹp tới hình elip (var. β), 10-17 × 2-2,5 cm, đỉnh nhọn thon hình đuôi, hẹp tới gần thon nhỏ dần tại đáy, không cuống lá, mặt trên nhẵn nhụi màu xanh lục, mặt dưới rải rác lông trắng màu xanh lục nhạt; lưỡi bẹ từ gần dạng màng tới dạng giấy, dài tới 5 mm, thuôn tròn hay cắt cụt hoặc khía chữ V rộng ở đỉnh, nguyên, từ nhẵn nhụi tới rậm lông (var. β), đốm ánh tía khi non; bẹ từ thưa lông tới rậm lông (var. β), mép mỏng hơn và có đốm đỏ. Cành hoa bông thóc đầu cành hoặc trên cuống cụm hoa không lá mọc từ thân rễ với cuống cụm hoa dài 10–15 cm với bẹ hình ống ở phần xa (var. β), hình trụ, dài 6 cm. Lá bắc màu vàng, thuôn dài hẹp, đỉnh thuôn tròn, dài 2 cm, rộng ~1 cm tại đáy. Lá bắc con hẹp, thuôn dài, đốm tuyến trên mép. Bầu nhụy nhẵn nhụi. Đài hoa dạng mo mỏng, hình ống, chẻ đôi thành 2 thùy hình mác, dài 2 cm. Ống tràng hình trụ, dài 2,5 cm, các thùy hình mác, nhọn thon, nhọn, dài 1,5 cm. Cánh môi 3 thùy, khá lớn, các thùy bên gần dài bằng thùy giữa, thùy giữa nguyên và tù. Phần kết nối nhị hoa như mỏ, thanh mảnh, cong. Chùm quả 7 × 3,5 cm. Quả nang thuôn dài, màu đỏ, nứt, bên trong màu vàng. Hạt màu đen.